# David D. Friedman
David Director Friedman (n. 12 februarie 1945, New York City, New York, SUA) este un economist, fizician, jurist și anarho-capitalist american, descris de Walter Block drept un „anarhist al pieței libere”. Deși a studiat chimia și fizica, Friedman este cunoscut pentru scrierile sale despre microeconomie și teoria libertariană a anarho-capitalismului, cea din urmă fiind subiectul lucrării sale The Machinery of Freedom⁠(d) (1973). De asemenea, este autorul mai multor cărți și articole, printre care Price Theory: An Intermediate Text (1986), Law's Order: What Economics Has to Do with Law and Why It Matters (2000), Hidden Order: The Economics of Everyday Life (1996), and Future Imperfect (2008).

## Biografie
David Friedman este fiul economiștilor Rose⁠(d) și Milton Friedman. A absolvit magna cum laude Universitatea Harvard în 1965, cu o diplomă de licență în chimie și fizică. A obținut un master (1967) și un doctorat (1971) în fizică teoretică în cadrul Universității din Chicago. În ciuda carierei sale ulterioare, acesta nu a urmat cursuri nici în drept, nici în economie. A fost profesor de drept la Universitatea Santa Clara⁠(d) din 2005 până în 2017 și editor colaborator al revistei Liberty⁠(d). În prezent este profesor emerit. Friedman este ateu.

### The Machinery of Freedom
În lucrarea The Machinery of Freedom (1973), Friedman a schițat o formă de anarho-capitalism în care toate bunurile și serviciile, inclusiv legea în sine, pot fi produse de piața liberă. Acesta pledează pentru înfăptuirea anarho-capitalismului prin privatizarea treptată a zonelor în care este implicat guvernul, privatizând în cele din urmă legea însăși. În carte, acesta se opune oricărei încercări de a schimba sistemul printr-o revoluție anarho-capitalistă⁠(d) violentă. Friedman pledează pentru o versiune consecințialistă⁠(d) a anarho-capitalismului, susținându-și poziția în baza unei analize cost-beneficiu⁠(d).

## Lucrări

### Nonficțiune
- 1988. Cariadoc's Miscellany.
- 1990 (2nd ed.; 1st ed.: 1986). Price Theory: An Intermediate Text. Southwestern Publishing.
- 1996. Hidden Order: The Economics of Everyday Life. ISBN 0887308856.
- 2000. Law's Order: What Economics Has to Do with Law and Why It Matters. Princeton Univ. Press. ISBN 0691090092
- 2005. "The Case for Privacy" in Contemporary Debates in Applied Ethics. Wiley-Blackwell. ISBN 1405115483
- 2008. Future Imperfect: Technology and Freedom in an Uncertain World. ISBN 0521877326
- 2015 (3rd ed.; 2nd ed.: 1989; 1st ed.: 1973). The Machinery of Freedom. ISBN 978-1507785607
- 2019. Legal Systems Very Different from Ours. ISBN 1793386722

### Ficțiune
- David D. Friedman (2006). Harald. Baen Books. ISBN 9781416520566. OL 16070848W.
- Salamander, 2011
- Brothers, 2020